# کلادروبی (ناحیه روکیتسانی)
کلادروبی (به چکی: Kladruby) یک منطقهٔ مسکونی در جمهوری چک است که در ناحیه روکیتسانی واقع شده‌است. کلادروبی ۱۳٫۷۱ کیلومتر مربع مساحت و ۱۶۴ نفر جمعیت دارد و ۳۸۵ متر بالاتر از سطح دریا واقع شده‌است.